# Condado de Douglas (Kansas)
El condado de Douglas es un condado del estado de Kansas, Estados Unidos. Tiene una población estimada, a mediados de 2023, de 120 553 habitantes.
La sede del condado es Lawrence.
Fue fundado el 25 de agosto de 1855.

## Geografía
Según la Oficina del Censo, el condado tiene una superficie total de 1230 km², de los cuales 1180 km² corresponden a tierra firme y 50 km² están cubiertos de agua.

### Condados adyacentes
- Condado de Jefferson (norte)
- Condado de Leavenworth (noreste)
- Condado de Johnson (este)
- Condado de Miami (sureste)
- Condado de Franklin (sur)
- Condado de Osage (suroeste)
- Condado de Shawnee (noroeste)

## Demografía

### Censo de 2020
Según el censo de 2020, en ese momento el condado tenía una población de 118 785 habitantes. La densidad poblacional era de 101 hab./km². Había 52 846 unidades habitacionales, lo que implicaba una densidad de 45/km². El 78.0% de los habitantes eran blancos, el 4.5% eran afroamericanos, el 2.5% eran amerindios, el 3.9% eran asiáticos, el 0.1% eran isleños del Pacífico, el 2.2% eran de otras razas y 8.8% eran de una mezcla de razas. Del total de la población, el 7.0% eran hispanos o latinos de cualquier raza.

### Estimación 2018-2022
De acuerdo con la estimación 2018-2022 de la Oficina del Censo, los ingresos medios de los hogares del condado son de $66,997 y los ingresos medios de las familias son de $95,764. Los ingresos per cápita en los últimos doce meses, medidos en dólares de 2022, son de $37,261. Alrededor del 13.7% de la población está por debajo de la línea de pobreza nacional.

## Ciudades
- Baldwin City
- Eudora
- Lawrence
- Lecompton[2]